# Lisbon Lions
(Jock Stein, allenatore dei Lisbon Lions.)
Lisbon Lions ("Leoni di Lisbona") è l'appellativo con cui è nota la squadra del Celtic che vinse la Coppa dei Campioni 1966-1967 all'Estádio Nacional di Lisbona, in Portogallo. Il 25 maggio 1967 il Celtic sconfisse in finale l'Inter col risultato di 2 a 1 davanti a 56.000 spettatori. Tutti i componenti della squadra erano scozzesi e nacquero entro 30 miglia (48 km) da
Glasgow; inoltre essi erano provenienti dal vivaio biancoverde.

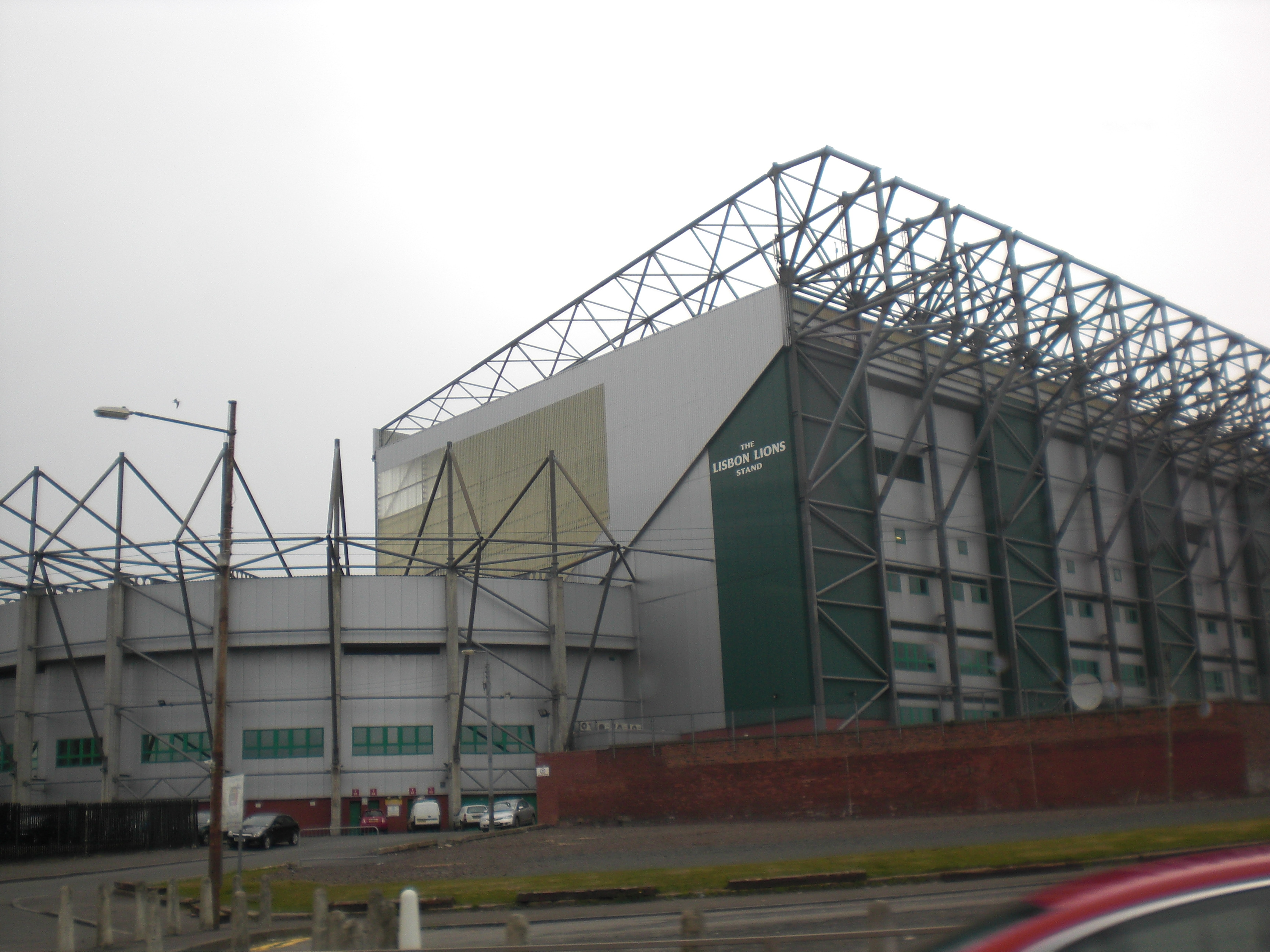
Lisbon Lions Stand.

L'italiano Sandro Mazzola aprì le marcature per l'Inter - considerata la favorita da ogni pronostico - dopo 7 minuti su calcio di rigore assegnato per un fallo di Jim Craig su Renato Cappellini. Dopo il vantaggio gli italiani applicarono la tecnica del catenaccio, e subirono l'assedio degli scozzesi. L'Inter non guadagnò nemmeno un calcio d'angolo ed impegnò il portiere scozzese Ronnie Simpson in sole due occasioni. Il Celtic colpì un palo con Auld ed una traversa con Gemmell, oltre a creare altri 39 tentativi, di cui 13 neutralizzati dal portiere nerazzurro Giuliano Sarti, 7 deviati, e 19 terminati fuori dallo specchio della porta. Al 62º minuto Tommy Gemmell siglò il gol del pareggio con un potente tiro da fuori area, mentre all'85º Stevie Chalmers deviò in porta un tiro di Bobby Murdoch marcando il gol vittoria. La tattica difensiva dei nerazzurri fallì probabilmente anche a causa del caldo torrido lusitano, che provocò un calo fisico della squadra, oltre alle assenze per infortunio di giocatori fondamentali come Luis Suarez e Jair 
Lo stile del Celtic era l'antitesi del cinismo, ma si dimostrò molto efficace, rispetto allo stile difensivo dell'Inter. Jimmy Johnstone descrisse lo stile della squadra scozzese paragonandolo a quello olandese, ma munito di maggiore velocità. La squadra dei Lisbon Lions, allenata da Jock Stein, era caratterizzata da una grande aggressività e viene tuttora considerata una storica esponente del calcio totale tipicamente olandese. Questa partita si rivelò il culmine di un passaggio di consegne che incoronò il calcio aggressivo britannico e nord europeo a scapito di quello difensivista italico, ed in particolare segnò la fine del ciclo della Grande Inter di Helenio Herrera.
Quel Celtic fu il primo club britannico e nord-europeo a vincere la Coppa dei Campioni e l'unico club scozzese a raggiungere una finale. In quella stagione, tra l'altro, i Bhoys biancoverdi vinsero anche campionato, coppa nazionale e coppa di lega nazionale, realizzando il cosiddetto quadruple, per il quale l'annata fu poi soprannominata Year of Triumph (anno del trionfo).
La gradinata est del Celtic Park è dedicata ai Lisbon Lions; quella ovest al loro allenatore - Jock Stein - considerato il simbolo dell'ascesa degli scozzesi.

## Il cammino europeo del Celtic
La marcia verso la conquista del trofeo ebbe inizio nel Primo turno della competizione, nella quale gli scozzesi sconfissero lo Zurigo, siglando 5 gol tra andata e ritorno.
Nel turno successivo, agli Ottavi di finale, gli avversari erano i francesi del Nantes che vengono superati con lo stesso risultato (3-1) sia all'andata che al ritorno.
Ai Quarti di finale gli avversari sono gli jugoslavi del Vojvodina: l'andata allo Stadio Karađorđe coincise con la prima sconfitta nella competizione per il Celtic, che si rifarà al ritorno vincendo per 2-0 e passando il turno.
In Semifinale l'avversario è la compagine cecoslovacca del Dukla Praha, che viene eliminata dopo la doppia sfida conclusa 3-1 per gli scozzesi all'andata e un pareggio (l'unico della competizione) a reti bianche al ritorno.
Nella Finale, in gara unica, disputata all'Estádio Nacional di Lisbona, i biancoverdi rimontarono l'italiana Inter - inizialmente in vantaggio - e vinsero col risultato di 2-1.

## La squadra
1. Ronnie Simpson (Portiere)
2. Jim Craig (Difensore)
3. Tommy Gemmell (Difensore)
4. Bobby Murdoch (Centrocampista)
5. Billy McNeill (Difensore; )
6. John Clark (Difensore)
7. Jimmy Johnstone (Ala destra)
8. William Semple Brown Wallace (Attaccante)
9. Stevie Chalmers (Attaccante)
10. Bertie Auld (Centrocampista)
11. Bobby Lennox (Ala sinistra)
12. John Fallon (Portiere di riserva, non utilizzato)

- Jock Stein (Allenatore)
- Sean Fallon (Vice allenatore)

Note:
- Il Celtic all'epoca non aveva i numeri sulle maglie, ma sui pantaloncini.
- Un secondo portiere era l'unica riserva permessa all'epoca.